# 팔레 루아얄

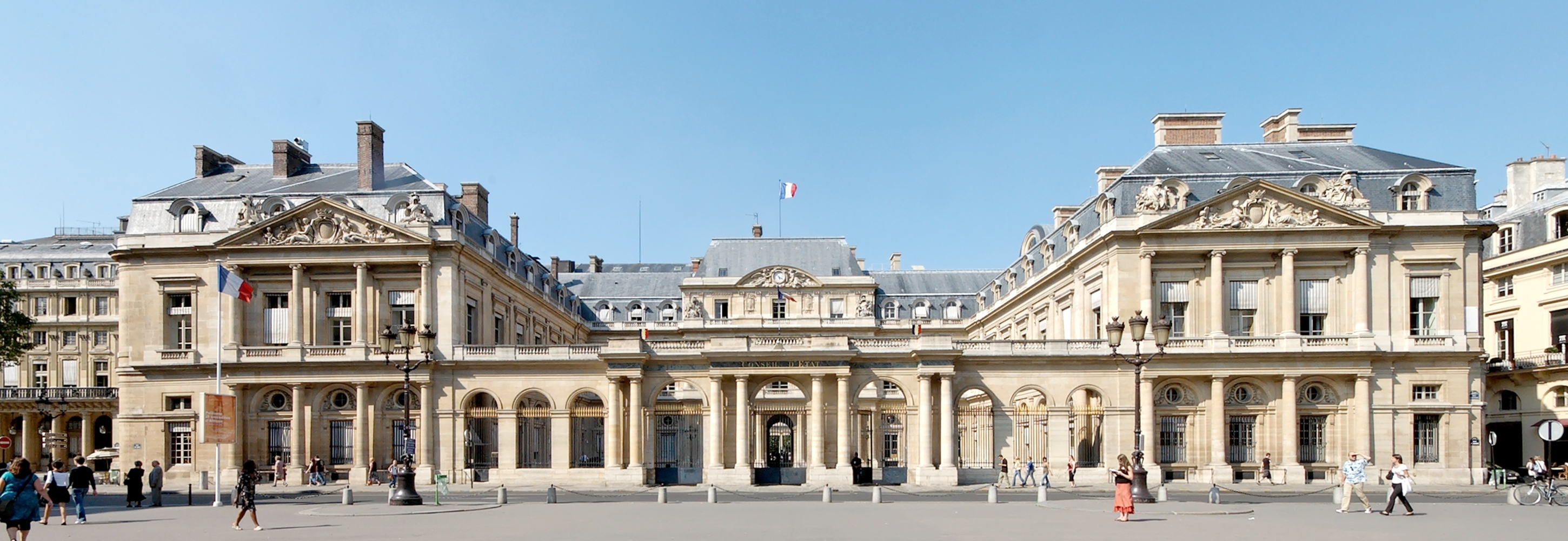
팔레 루아얄

팔레 루아얄(Palais Royal)은 프랑스 파리의 역사적 건물로, 현재는 회랑으로 둘러싸인 정원과 현대 미술을 감상할 수 있는 장소이다.

## 역사
루브르 궁전의 북쪽 옆에 위치하고 있다. 원래는 팔레 카디날(Palais-Cardinal)이라고 불리는 루이 13세의 재상 리슐리외의 대저택이었다. 그의 사후, 루이 13세에게 기증되어 루이 13세 이후, 1643년 당시 5세였던 루이 14세가 루브르 궁전에서 이주하였기 때문에, 팔레 루아얄(Palais Royal, 왕궁)이라고 불리게 되었다. 그리고 오를레앙의 손으로 거쳐 루이 14세의 동생 오를레앙 공 필리프 1세가 살게 된다. 당시 건물 안에는 귀족과 부자들만 입장할 수 있었지만, 일반에 공개된 정원에서 서민들은 산책을 즐길 수 있었다. 그 후 리슐리외 시대의 건물은 파괴되었다.
프랑스 혁명 전에 왕위를 노리고 있던 오를레앙 공작 필립 에가리떼(루이 필리프 2세 (오를레앙 공))는 저택의 정원을 빙둘러 코의 글자를 그리듯이 건물을 지어 상인들에게 임대하였다. 일종의 부동산 임대와 같은 것이었지만, 개방 한 층에는 레스토랑과 상점이 즐비하고 정원에는 카페가 생겼다.
이곳은 번화가이면서, 경찰의 경찰의 출입을 금지되었기 때문에, 혁명가의 소굴이 되었다. 민중의 정치 토론의 중심이 되었고, 창녀와 수상한 장사를 하는 사람들로 넘쳐도 있었다. 1789년 7월 12일 오후 "제군이여, 무기를 들어라!"라고 카미유 데뮬랭이 큰 소리로 연설한 곳도 이곳이다.
혁명 후에는 극장, 도박장, 증권거래소, 상사 재판소, 고급 아파트 등, 용도가 바뀌었지만, 1층 회랑에는 카페, 상점, 댄스홀 등이 가게가 들어서 시민의 집회, 오락의 중심지가 되었다.
현재는 문화부 등이 입주해 있는 건물이다. 부티크, 화랑, 골동품 가게 등이 늘어서 있고 부담없이 윈도 쇼핑을 할 수 있다. 안마당 광장에는 1986년에 완성된 다니엘 뷔랭 작품의 흑백 줄무늬 모양의 260개의 기둥과 폴 뷰리이 작인 실버의 구체가 모인 분수가 있다. 중세의 건물에 현대 미술의 기둥과 분수는 부조화스럽게 생각되기도 하지만, 팔레 로우얄의 기구한 역사를 상징하고 있다는 것이 재미있게, 프랑스인들의 사랑을 받고 있다.

Palais-Royal, Paris

## 같이 보기
- 오텔 드 랑부예
- 루브르궁
- 튀일리궁